# Direct Poker
Direct Poker est un tournoi télévisé de poker Texas Hold'em No limit hebdomadaire diffusé sur la chaîne française Direct 8 de 2006 à  2012. Direct Poker a été créée par Alexandre Balkany et a été animé par Patrice Laffont de 2006 à 2009 puis par Alexandre Delpérier de 2009 à 2012.
L'animateur y est accompagné de deux croupières dont Caroline Bozzolo. La participation à ce tournoi télévisé se fait à partir de qualification sur un site de poker en ligne. Des tournois satellites, équivalent aux préqualifications, ont lieu chaque jour. Les gagnants se retrouvant chaque dimanche pour se disputer la place qualificative pour le tournage télévisé.
Chaque vainqueur d’une émission qualificative accèdera aux demi-finales puis à la finale et tentera de remporter un contrat professionnel de 100 000 €
Durant les 2 premières saisons de l'émission, Céline Merle-Béral et Bruno Fitoussi en étaient les commentateurs et apportaient leur vision sur le jeu pratiqué par chaque personne.
Lors de la 3e saison, Bruno Fitoussi a cédé sa place à Bertrand Parent (à l'époque rédacteur en chef adjoint au Parisien et blogueur poker), qui cède sa place à son tour à Alexis Laipsker pour la 4e saison.
À partir de 2010, Alexis Laipsker et Marion Nedellec sont les nouveaux commentateurs de l'émission, très connus du milieu pokeristique.
À l'été 2012 et à l'issue de sa sixième saison, l'émission disparaît de la grille de Direct 8 à la suite de la reprise de la chaîne par le groupe Canal+ et peu avant sa transformation en D8.